# Восток (Кировская область)
Восток — поселок в Котельничском районе Кировской области в составе Зайцевского сельского поселения.

## География
Располагается на расстоянии примерно 3 км на запад от северо-западной границы райцентра города Котельнич.

## История
Образован вблизи построенного в 1930-е годы Котельничского льнозавода. В 1989 году 195 жителей .

## Население
Постоянное население  составляло 201 человек (русские 97%) в 2002 году, 160 в 2010.